# Inger Selander
Inger Selander, född 15 augusti 1936, död 24 juli 2018 i Lund, var en svensk hymnolog, docent och universitetslektor i Lund.
Selander var ursprungligen lektor i svenska och religionskunskap. Sin forskning inriktade hon mot hymnologi och blev en av sin tids främsta forskare på detta fält.  Hon utgav 1979 ett Index över den kristna församlingssången i Sverige, som utgavs av den ekumeniska Sampsalmkommittén.  Hon blev fil dr 1980 med avhandlingens O hur saligt att få vandra. Motiv och symboler i den frikyrkliga sången. Hon blev därefter docent och universitetslektor i litteraturvetenskap vid Lunds universitet. 1981 engagerades hon av 1969 års psalmkommitte i dess arbete på att ge ut Den svenska psalmboken 1986. I dess arbete med att revidera psalmerna 1937 års psalmboks utarbetade hon ett stort antal textkommentarer om deras bakgrund och motivkrets. 
Hon utgav därefter en rad hymnolgiska arbeten om innehåll och motiv i kristna psalmer, sånger och om folkrörelsesånger, inte minst rörande nykterhetsrörelsen, samt psalm- och sångförfattare m.m. Förutom ett stort antal artiklar i olika samlingsverk gav hon bland annat ut böckerna Perspektiv på moderna psalmer (1999) och När tron blir sång. Om psalm text och ton (2008).
En stor insats gjorde Selander genom att tillsammans med hymnologen Per-Olof Nisser och musikhistorikern Hans Bernskiöld ge ut flerbandsverket Psalmernas väg. Kommentarer till text och musik i Den svenska psalmboken, som inleddes 2010 och där första band utkom 2014. Hon medverkar där med ett stort antal kommentarer till enskilda psalmtexter.

## Biografi
- Index över den kristna församlingssången i Sverige, Stockholm 1979.
- Folkrörelsesång, Sober förlag, Stockholm 1996, ISBN 91-7296-346-8, 351 sidor.
- Perspektiv på moderna psalmer. AF-Stiftelsens skriftserie nr 3. Verbum, Stockholm 1999.